# 1-нафтиламін
1-Нафтиламін (α-нафтиламін) — органічна ароматична сполука з формулою {\displaystyle {\ce {C10H7NH2}}}. Є похідним нафталену, в якому атом H у α-позиції замінений на аміногрупу. Ізомер 2-нафтиламіну.

## Отримання
Отримують відновленням 1-нітронафталену. Останній отримують нітруванням нафталену. Є два способи відновлення нітронафталену: відновлення воднем в момент утворення (з хлоридної кислоти та заліза) та відновлення воднем у присутності каталізатору - нікелю (більш сучасний метод):

## Фізичні властивості
Безбарвна кристалічна речовина, має запах аміаку. При контакті з повітрям стає фіолетово-червоним. Дуже погано розчинний у воді.

## Хімічні властивості
Проявляє властивості аромаичних амінів. При відновденні металічним натрієм у етиловому спирті утворюється 5,6,7,8-тетрагідронафтален-1-амін, а продукт каталітичного гідрування — 1,2,3,4-тетрагідронафтален-1-амін:
Аміногрупа може бути заміщена на гідроксильну під дією 22% розчину сульфатної кислоти під тиском. Це використовується для отримання 1-нафтолу.
Вступає в реакції електрофільного заміщення. Сульфування сульфаміновою кислотою при 180 °С веде до утворення 1-амінонафтален-2-сульфокислоти, а при застосуванні сульфатної кислоти при 130 °С утворюється суміш 5-амінонафтален-1-сульфокислоти та 5-амінонафтален-2-сульфокислоти. При температурі 200 °С продуктом сульфування є 4-амінонафтален-1-сульфокислота. Подальше сульфування веде до утворення амінонафтален-ди та -трисульфокислот. Також вступає у реакцію азокопуляції з діазосполуками в положенні 4 до амногрупи.

## Токсичність
Токсична сполука при вдиханні та контакті зі шкірою, подразнює шкіру та очі. При викоких концентраціях не дає крові переносити кисень, викликає метгемоглобінемію.
Мутаген. Канцерогенні властивості можуть бути пов'язані з домішками 2-нафтиламіну. Репродуктивна токсичність та інші хронічні наслідки не досліджувались.
При роботі з нафтиламіном потрібна витяжна вентиляція чи респіратор, захисний одяг. Одразу після контакту треба вимити руки.